# Primærrute 23
Die Primærrute 23 ist eine 77 km lange dänische Primærrute, die durch die Regionen Sjælland, Midtjylland und Syddanmark verläuft. Die Primærrute 23 beginnt bei Holbæk auf der Insel Seeland und endet in der Nähe von Grejs in Südjütland.

## Straßenverlauf
Die Primærrute 23 beginnt am Kreuz Tølløse der Primærrute 21 auf Seeland. Von dort führt sie als Autobahn Kalundborgmotorvejen bis zur Ortschaft Bjergsted und weiter als einspurige Straße nach Kalundborg. Von 1961 bis 1996 bestand regelmäßiger Fährverkehr zwischen Kalundborg und Juelsminde, wo die Primærrute 23 weitergeht. Von Juelsminde führt sie gemeinsam mit der Primærrute 52 weiter nach Vesterby, wo die Primærrute 52 nach Norden in Richtung Horsens abzweigt. In der Nähe von Bredballe kreuzt die Primærrute 23 die Sekundærrute 170. An der Ausfahrt Hornstrup kreuzt die Primærrute 23 die E45 und führt von dort zur Ausfahrt Grejs der Primærruten 13 und 18, wo sie endet.